# 미스터 드릴러
《미스터 드릴러》는 요시자와 히데오와 나가오카 야스히토가 창안한 남코의 퍼즐 게임 시리즈이다. 1999년 아케이드용으로 발매된 《미스터 드릴러》로 시작했으며 가정용 및 휴대용 게임기로도 발매됐다. 본래 나가오카가 남코의 《디그 더그》 시리즈의 차기작으로 기획했으나 개발 최후에는 별도의 시리즈로 완성됐다.
주인공은 일명 '미스터 드릴러'라 불리는 호리 스스무이다. 바닥에 있는 벽돌들을 제거해 아래로 전진하면서 바닥에 돌파하는 것이 게임의 목표이다. 1999년부터 2004년까지의 게임들은 남코 내의 개발진 '프로젝트 드릴러'가 개발했다. 남코가 2005년 반다이와 합병한 이후 반다이 남코 엔터테인먼트가 개발했다.

## 게임
| 1999 | 미스터 드릴러                     |
| 2000 | 미스터 드릴러 2                   |
| 2001 | 미스터 드릴러 G                   |
| 2002 | 미스터 드릴러 에이스              |
| 2002 | 미스터 드릴러 드릴랜드            |
| 2003 | 미스터 드릴러: 드릴러 퍼즐        |
| 2004 | 미스터 드릴러 드릴 스피리츠       |
| 2005 |                                   |
| 2006 | 미스터 드릴러 아쿠아              |
| 2007 |                                   |
| 2008 | 미스터 드릴러 온라인              |
| 2009 | 미스터 드릴러 W                   |
| 2009 | 미스터 드릴러 Drill Till You Drop |
| 2010 | 미스터 드릴러 VS                  |
| 2011 |                                   |
| 2012 |                                   |
| 2013 |                                   |
| 2014 |                                   |
| 2015 | 미스터 드릴러 for Kakao           |
| 2016 |                                   |
| 2017 |                                   |
| 2018 |                                   |
| 2019 |                                   |
| 2020 | 미스터 드릴러 앙코르              |

시리즈 첫 번째 작품 《미스터 드릴러》는 아케이드 기판 남코 시스템 11로 개발돼 1999년 출시됐다. 가정용 플랫폼 게임보이 컬러, 플레이스테이션, 드림캐스트, 원더스완 컬러, 마이크로소프트 윈도우 및 휴대전화로 이식됐다.

## 공통 요소
《미스터 드릴러》는 《디그 더그》와 《뿌요뿌요》의 게임플레이와 유사한 점이 있는 퍼즐 액션 게임이다. 플레이어가 캐릭터를 조종해 근방의 블럭덩이를 부숴 바닥까지 도착하는 것이 게임의 목표이다.

## 참조

### 주해
1. ↑  영어: Mr. Driller, 일본어: ミスタードリラー